# لاکسو
لاکسو (به سوئدی: Laxå) یک منطقهٔ مسکونی در سوئد است که در بخش لاکسو واقع شده‌است. لاکسو ۴٫۵۴ کیلومتر مربع مساحت و ۳٬۰۶۴ نفر جمعیت دارد.